# AV Salland
Atletiekvereniging (AV) Salland is een atletiekvereniging uit Raalte. Hij bestaat sinds april 1999 en is daarmee een nog jonge vereniging. De vereniging is officieel lid van de Atletiekunie en behoort tot de atletiekregio IJsseldelta. Als kleine atletiekvereniging bezit men nog niet alle mogelijkheden die grote verenigingen wel hebben, maar het bestuur en de gemeente Raalte werken hard aan uitbreiding. Mede hierdoor zijn er weliswaar veel jeugdgroepen, maar relatief weinig senioren die deelnemen aan baanatletiek. Er is een grote loopgroep, waar op verschillend niveaus getraind wordt. Ook is er een grote wandelgroep.
Alle trainingen worden gegeven op sportveld Ramele, Hammerweg 8f te Raalte.